# Josef Larch
 Josef "Sepp" Larch (Sterzing, Tirol del Sud, 28 de juliol de 1930 – Weyer, Àustria, 7 d'octubre de 2011) va ser un alpinista sud-tirolès. És conegut per haver participat en la primera ascensió al Gasherbrum II (8.034 m).
A començaments de la dècada de 1940 es traslladà a viure a Weyer. Als dinou anys va començar a practicar l'escalada i durant la dècada de 1950 va ser un dels més destacats alpinistes europeus.
El 1950 juntament amb Cayetano Uriach van fer la primera ascensió a la cara nord del Peternschartenkopf, al grup de Gesäuse. En aquells anys també assolí la cara nord de l'Eiger (1952 amb Karl Winter, setena ascensió) i el Matterhorn (1954 amb Hans Willenpart, vuitena). El 1956 va formar part de l'expedició austríaca que va tenir èxit en la primera ascensió del Gasherbrum II i que coronà el cim el 7 de juliol. L'acompanyaren al cim d'aquest vuit mil Hans Willenpart i Fritz Moravec.
El 1971 juntament amb Hans Mautner i Hans Schönberger foren els primers en escalar la cara sud del cerro Mercedario, als Andes.